# Nakajima C6N
El Nakajima C6N Saiun (彩雲 nube multicolor) fue el avión de reconocimiento estándar de la Marina Imperial Japonesa los dos últimos años del conflicto. El nombre en código aliado era Myrt.

## Diseño y desarrollo
En 1942 el Servicio Aéreo de la Armada Imperial Japonesa solicitó un avión de reconocimiento de largo alcance; las especificaciones solicitaban una velocidad de 650 km/h, una trepada de 6000 m y una autonomía de 4960 km. La propuesta original por Nakajima fue un avión con 2 hélices en las alas, un diseño bastante poco convencional. No obstante como entonces ya estaba disponible el motor Homare NK9B Nakajima pronto abandonó este plan en favor de una configuración convencional del motor en la proa. Este motor era bastante grande y tuvieron que resolverse muchos problemas para instalarlo y el resultado final fue un avión bastante grande y con fuselaje cilíndrico y angosto. El Myrt tenía dispositivos de sustentación y flaps y un flujo laminar muy reducido; todo ello para provocar un drástico aumento en la velocidad. Al igual que el torpedero B6N Tenzan, el timón fue ligeramente inclinado hacia atrás, para poder operar en portaaviones.
El primer prototipo voló el 15 de mayo de 1943.

## Historial operacional
El Myrt entró en servicio en la primavera de 1944 con los Kokutais de pruebas de las Marianas, entrando en servicio los primeros 18 ejemplares de preserie en el Aeródromo de Tinian los cuales después de pasar algunos meses siendo analizados por el personal de tierra empezaron sus primeras pruebas en el suelo. No obstante, cuando apenas empezó a hacerse la primera prueba de resistencia en el túnel de viento de la base, sobrevino el ataque norteamericano. De inmediato, 15 C6N fueron destruidos en tierra por los ataques de la aviación estadounidense y los otros 3 no pudieron realizar las pruebas pues el túnel de la base también fue destruido, razón por la cual cayeron en manos enemigas. Poco después el túnel de viento de la base fue reparado y los 3 C6N sobrevivientes fueron probados en este. Para entonces Japón ya estaba siendo bombardeado por los B-29 y todos los constructores aeronáuticos tuvieron que emplear sus recursos en la producción de modelos de cazas ya existentes. Por esta razón, Nakajima tardó mucho en construir los primeros C6N de producción.
Aunque fue diseñado para operar desde portaaviones, para cuando el Myrt entró en servicio, la Marina Japonesa ya había perdido sus últimos portaaviones de primera línea, razón por la cual el avión tuvo que operar desde bases en tierra. Asimismo se tenía previsto construir una versión de torpedero designada C6N1B que debía llevar 2 torpedos bajo la panza y debía reemplazar a los B7A y B6N como torpedero estándar de la Marina Imperial. No obstante, cuando los últimos portaaviones japoneses se hundieron, esta versión se volvió innecesaria y por ello Nakajima no la construyó; también se estaba desarrollando una versión de caza nocturno C6N1S la cual estaba armada con 2 cañones Shrage-Musik de 20 mm. Esta versión de caza nocturno fue quizá el mejor de todos los C6N, pues era bastante rápido. A pesar de sus excelentes prestaciones no iba a funcionar: en abril de 1945, una formación de B-29 incursionó las fábricas de Nakajima y destruyó 120 C6N en tierra, de los cuales 20 correspondían a la versión de caza nocturno C6N1S. Más aún, a las 8 noche del 14 de agosto de 1945, un C6N1 se convirtió en el último avión de la guerra en ser derribado, al ser destruido por un P-61 Black Widow apodado Lady in the Dark. Exactamente trece horas después de la Rendición de Japón la guerra terminó y todos los aviones japoneses quedaron inmovilizados en tierra.

## Variantes
- C6N1: Versión biplaza de reconocimiento. Versión estándar de producción. 432 construidos.
- C6N1B: Versión propuesta de torpedero. No se construyó.
- C6N1S: C6N1 reconvertidos como cazas nocturnos biplaza. Muy pocos ejemplares de esta variante se construyeron antes de la rendición japonesa.
- C6N2: Versión dotada con un motor turbo alimentado Homare de 1980 h; uno construido.
- C6N3: Versión propuesta de caza de altitud. No construido.

## Especificaciones técnicas (Nakajima C6N)
Referencia datos: Enciclopedia Ilustrada de la Aviación. Vol. 10 pág 2577, Ed. Delta, Barcelona, 1982 ISBN 84-85822-79-X

### Características generales
- Tripulación: 3
- Longitud: 11,00 m
- Envergadura: 12,50 m
- Altura: 3,95 m
- Superficie alar: 25,50 m²
- Peso vacío: 2970 kg
- Peso máximo al despegue: 5260 kg
- Planta motriz:  radial 18 cilindros doble estrella refrigerado por aire, Nakajima NK9H Homare 21.
  - Potencia: 2000 hp (1.491 kW) cada uno.

### Rendimiento
- Velocidad nunca excedida (Vne): 610 km\h a 6000 m
- Alcance: 5300 km
- Techo de vuelo: 6100 m

### Armamento
- Ametralladoras: 1× ametralladora tipo 1 de 7,92 mm montaje trasero flexible